# Somalilandský šilink
Somalilandský šilink (Somálsky: Soomaaliland shilin) je oficiální měnou v mezinárodně neuznané republice Somaliland, která je de facto nezávislým státem od roku 1991. Byl zaveden dne 18. října 1994 s kurzem 100 šilinků somálských : 1 šilink somalilandský. Somálský šilink přestal být zákonným platidlem v Somalilandu dne 31. ledna 1995.

## Mince
Nominálně se 1 šilink dělí na 100 centů, ale mince v centech nebyly nikdy raženy vzhledem k nízké hodnotě měny. Reálně je mincí s nejnižší hodnotou jeden šilink. První byly vyraženy v roce 1994 mincovnou Pobjoy v Anglii. V roce 2002 byly vydány mince s hodnotou 2 a 5 šilinků o dvou návrzích zobrazujících průzkumníka sira Richarda Burtona nebo kohouta. Další vydané mince jsou: 10 šilinková zobrazující opici, 20 šilinková zobrazující psa a stříbrná 1000 šilinková (také zobrazují sira Richarda Burtona).
Rubová strana 1000 šilinkové mince obsahuje zajímavou chybu, místo zobrazení znaku Somalilandu zachycuje znak Somálska.

## Bankovky
Bankovky jsou vydávány v nominálních hodnotách 5, 10, 20, 50, 100 a 500 šilinků. Bankovka o hodnotě 500 šilinků je nejnovější vydání z roku 2005. Ostatní data vydání bankovek jsou 1994, 1996, 1999 a 2002. V lednu 2012 byly dány do oběhu nové bankovky v hodnotě 1000 a 5000 šilinků.

## Devizové kurzy

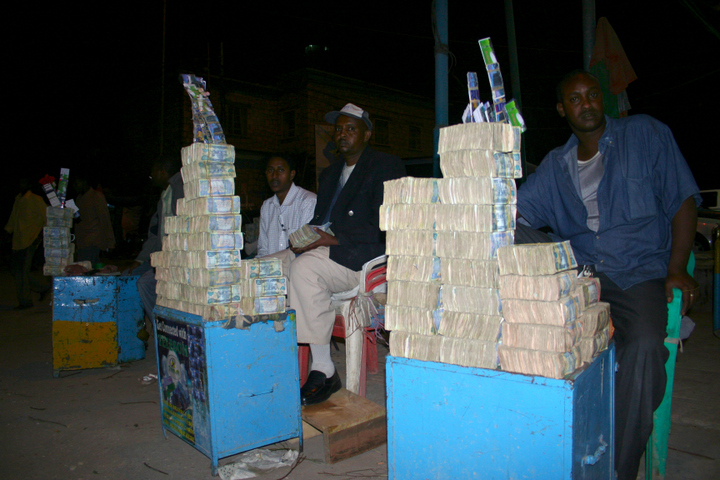
Somalilandská měna

Centrální banka poskytuje služby pro výměnu různých měnách podle oficiální vládní sazby, ale většina lidí dává přednost lepším, i když neoficiálním kurzům poskytovaných agenty hawaly a směnárníky v ulicích hlavního města. Oficiální kurz k dolaru je u somalilandské centrální banky 7500 šilinků za 1 americký dolar (stav k prosinci 2008).